# Trzeciodłużnik
Trzeciodłużnik to każda osoba fizyczna, osoba prawna bądź też podmiot gospodarczy nieposiadający osobowości prawnej, który jest dłużnikiem zajętej wierzytelności. Między dłużnikiem, a trzeciodłużnikiem została zawarta umowa, taka jak pożyczka, umowa zlecenia, umowa o pracę lub inna umowa cywilno-prawna, w wyniku której dłużnik ma otrzymać świadczenie pieniężne albo prawo majątkowe. Podczas postępowania egzekucyjnego dłużnika na polecenie sądu, komornik zyskuje prawo do zajęcia tej wierzytelności.
Trzeciodłużnikiem może być każda zobowiązana osoba, ale także pracodawca dłużnika, bank, makler, trasat oraz wszelkie inne podmioty zobowiązane do realizacji wierzytelności lub innego prawa majątkowego.